# Албанія на літніх Олімпійських іграх 2004
Албанія на літніх Олімпійських іграх 2004 року, які проходили в грецькому місті Афіни, була представлена 7 спортсменами (5 чоловіками і 2 жінками) у 4 видах спорту — легка атлетика, плавання, боротьба і важка атлетика. Прапороносцем на церемонії відкриття Олімпійських ігор була легкоатлетка Клодіана Шала.
Албанія вп'яте взяла участь у літніх Олімпійських іграх. Албанські спортсмени не завоювали жодної медалі.

## Боротьба
Чоловіки
Вільна боротьба
| Спортсмен      | Дисципліна | Відбірковий раунд                | Відбірковий раунд                   | Відбірковий раунд | Чвертьфінал        | Півфінал           | Фінал              | Фінал |
| Спортсмен      | Дисципліна | Суперник Результат               | Суперник Результат                  | Місце             | Суперник Результат | Суперник Результат | Суперник Результат | Місце |
| -------------- | ---------- | -------------------------------- | ----------------------------------- | ----------------- | ------------------ | ------------------ | ------------------ | ----- |
| Сагіт Прізрені | −60 кг     | Бесік Асланашвілі (GRE) L 1–3 PP | Масуд Мостафа-Джокар (IRI) L 0–3 PO | 3                 | не пройшов         | не пройшов         | не пройшов         | 17    |

## Важка атлетика
| Спортсмен      | Дисципліна | Ривок (kg) | Поштовх (кг) | Разом (кг) | Місце |
| -------------- | ---------- | ---------- | ------------ | ---------- | ----- |
| Герт Траша     | до 62 кг   | 115        | 140          | 255        | 13    |
| Теогаріс Траша | до 77 кг   | 160        | 182.5        | 342.5      | 13    |

## Легка атлетика
Трекові і шосейні дисципліни
| Клодіана Шала | 400 м з бар'єрами, жінки | 1:00.00 | 6 | не пройшла | не пройшла | не пройшла | не пройшла | не пройшла | не пройшла |

Польові дисципліни
| Доріан Чоллаку | метання молота, чоловіки | 70.06 | 31 | не пройшов | не пройшов | не пройшов | не пройшов | не пройшов | не пройшов |

## Плавання
| Спортсмен     | Дисципліна                    | Гіт   | Гіт   | Півфінал   | Півфінал   | Фінал      | Фінал      |
| Спортсмен     | Дисципліна                    | Час   | Місце | Час        | Місце      | Час        | Місце      |
| ------------- | ----------------------------- | ----- | ----- | ---------- | ---------- | ---------- | ---------- |
| Крешнік Г'ята | 50 м вільним стилем, чоловіки | 26.61 | =66   | не пройшов | не пройшов | не пройшов | не пройшов |
| Ровена Марку  | 50 м вільним стилем, жінки    | 30.51 | 60    | не пройшла | не пройшла | не пройшла | не пройшла |